# Limfjorden

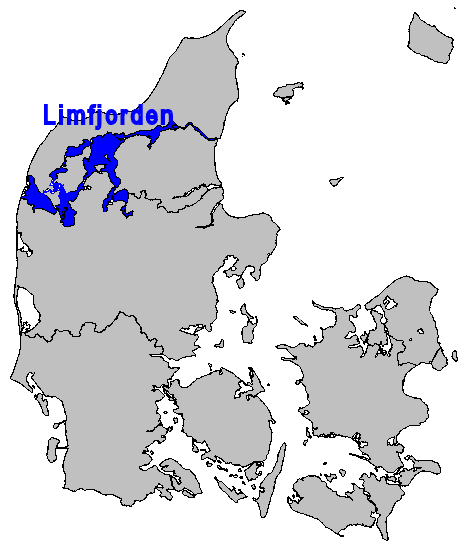
Vị trí Limfjorden trên bản đồ bán đảo Jutland.

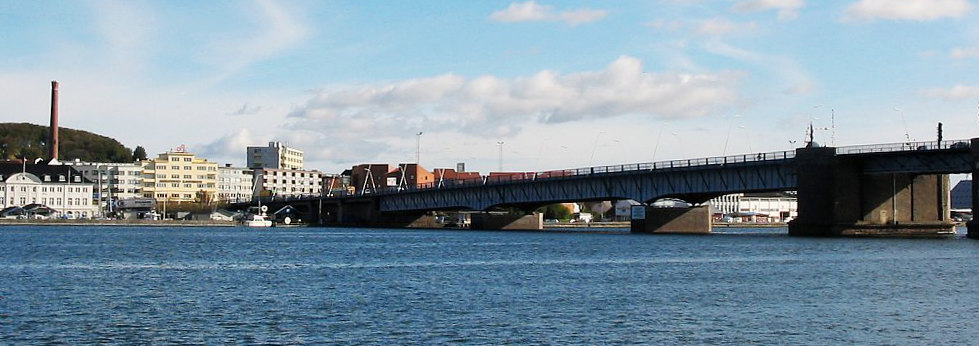
Một cầu ngang qua Limfjorden nối 2 thành phố Aalborg và Nørresundby)

Limfjorden ([ˈliːmˌfjoːˀɐn]) là tên  1 Vịnh hẹp khoét sâu vào đất liền của Đan Mạch, ở phần bắc bán đảo Jutland, nay đã thành 1 eo biển, ngăn cách đảo Nørrejysk với phần bán đảo Jutland còn lại ở phía nam. Limfjorden bắt đầu từ Kênh Thyborøn ở phía  Bắc Hải tới thành phố Hals phía Kattegat, dài khoảng 180 km và có dạng bất thường với nhiều vịnh nhỏ bên trong và có một số đảo, trong đó đảo lớn nhất là đảo Mors. Chỗ sâu nhất của Limfjorden ở Hvalpsund (24 m). Cảng chính trong Vịnh hẹp này là cảng Aalborg, nơi có 1 cầu dành cho xe hơi và xe lửa ngang qua vịnh hẹp Limfjorden tới thành phố Nørresundby, trong khi xa lộ châu Âu E45 chạy xuyên qua vịnh hẹp này trong 1 đường hầm ở phía đông.
Tên Limfjorden gồm Lim (gốc từ tiếng Đức vùng cao - High German)(tiếng Anh: lime=vôi) + fjord(en): vịnh hẹp khoét sâu vào đất liền. Đá vôi ở Vách đá Bulbjerg gần Vust (cửa phía tây cũ của Vịnh) vẫn bị các đợt sóng từ Bắc Hải làm cho xói mòn, chảy vào vịnh này. Bề mặt vôi được nhìn thấy rõ ở Aalborg, (vôi được dùng để sản xuất xi-măng trong nhà máy xi-măng Aalborg)

## Lịch sử
Ban đầu, Limfjorden nối với Bắc Hải ở cửa vịnh phía tây tại Vust. Vua Knud Cả (tiếng Anh: Canute the Great) đã đi tàu buồm từ Anh về Đan Mạch qua Limfjorden năm 1027. Theo Saxo Grammaticus thì cửa chỗ Vust đó bị cát lấp đầy và trở thành vịnh hẹp khoảng năm 1200. Ngày 3.2.1825 một trận bão lụt đã phá vỡ quãng gọi là kênh Agger ở phía tây bắc dài khoảng 13 km và rộng gần 1 km khiến Limfjorden trở thành eo biển. Rồi quãng này lại bị cát lấp đầy dần năm 1877.
Nhưng trước đó, năm 1862, một trận bão lụt khác đã phá qua eo đất chỗ kênh Thyborøn (xem hình vệ tinh), nên Limfjorden ngày nay trở thành eo biển.
Limfjorden nổi tiếng về loài vẹm  (Mytilus edulis) và loài hàu (oysters) rất lớn và rất ngon.

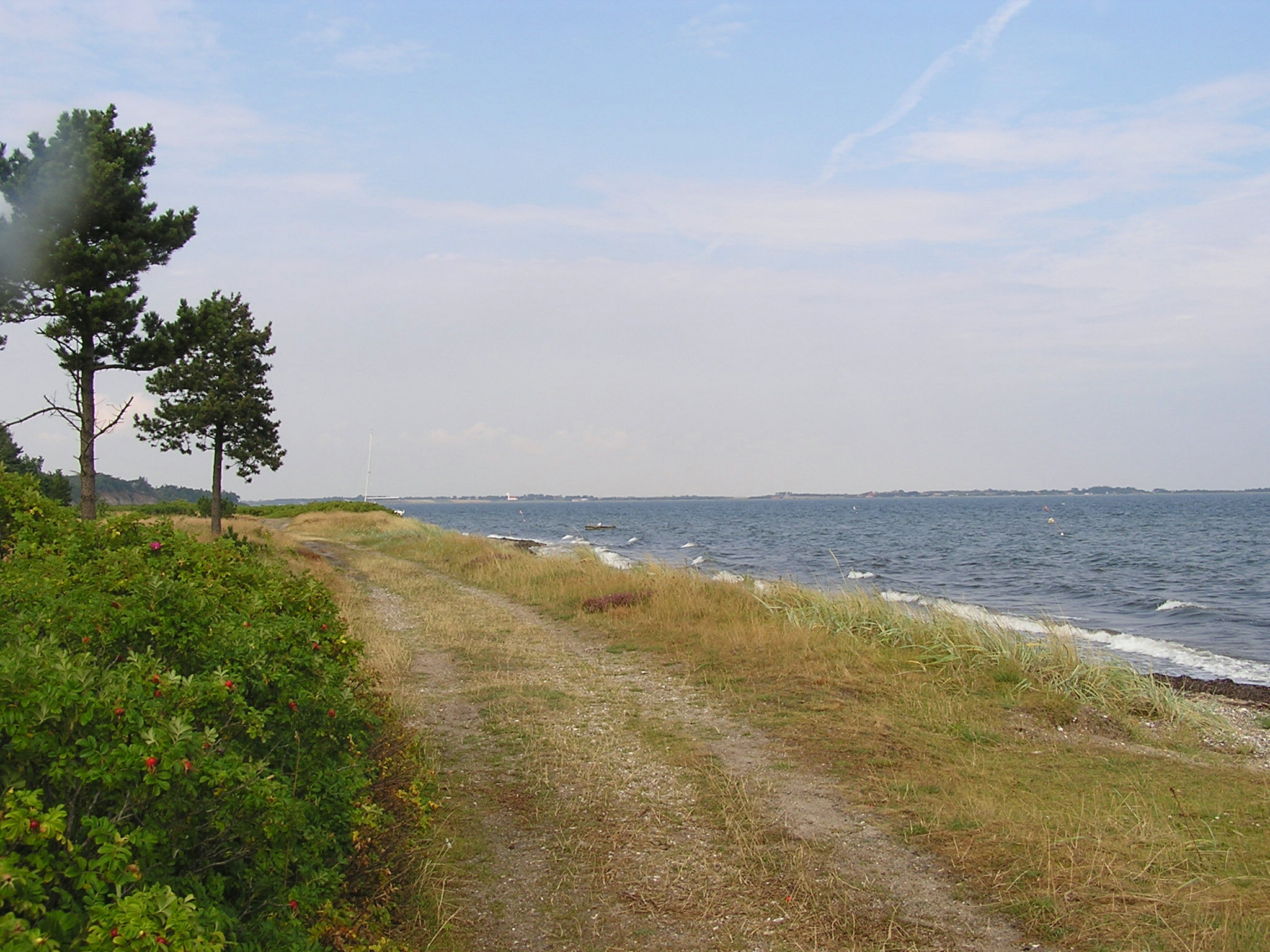
Vịnh nhỏ Odby

## Các cầu qua Limfjorden
(từ tây qua đông):
- Cầu Oddesund, bắc Struer tới Thyholm.
- Cầu Sallingsund, nố Salling với đảo Mors và cầu Vilsund tiếp tục tới Thy.
- Cầu Aggersund, nối Han Herred với Himmerland ở Løgstør.
- Cầu đường sắt ở phía tây trung tâm thành phố Aalborg.
- Cầu Limfjord ở trung tâm thành phố Aalborg tới thành phố Nørresundby.
- Ngoài ra, còn đường hầm Limfjord phía đông trung tâm thành phố Aalborg.